# Piwo grodziskie

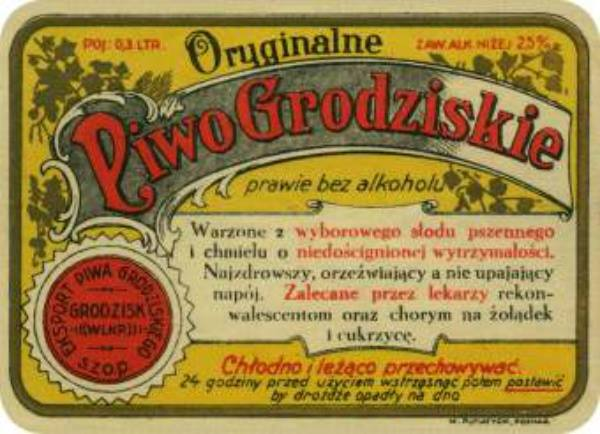
Etykieta piwa grodziskiego

Piwo grodziskie (pot. Grodzisz, niem. Graetzer Bier) – styl piwa pszenicznego pochodzący z Wielkopolski.

## Historia
Piwo grodziskie produkowane było w Wielkopolsce prawdopodobnie od czasów średniowiecza. Od XVI wieku głównym ośrodkiem jego produkcji stał się Grodzisk Wielkopolski (stąd nazwa), gdzie jako marka występowało ono pod nazwami Grätzer, Grodzisz i Grodziskie. W latach 1929–1993 piwo było objęte ochroną prawną jako wyrób regionalny. Jego wytwarzanie na mocy rozporządzenia Rady Ministrów zostało ograniczone tylko do terenu miasta Grodzisk Wielkopolski.
Był to jedyny znany w czasach najnowszych czysto polski styl piwa górnej fermentacji, którego receptura i oryginalny sposób produkcji przetrwał w niemal niezmienionej formie do XX wieku. Piwo to w okresie zaborów i po I wojnie światowej cieszyło się dużym uznaniem w Niemczech. Było też głównie tam eksportowane. W latach siedemdziesiątych XIX wieku rocznie wytwarzano 24 000 hl piwa. W dwudziestoleciu międzywojennym dużą rolę w jego promocji odegrał browarnik i piwowar austriackiego pochodzenia Antoni Thum, który zmonopolizował rynek tego stylu piwa.

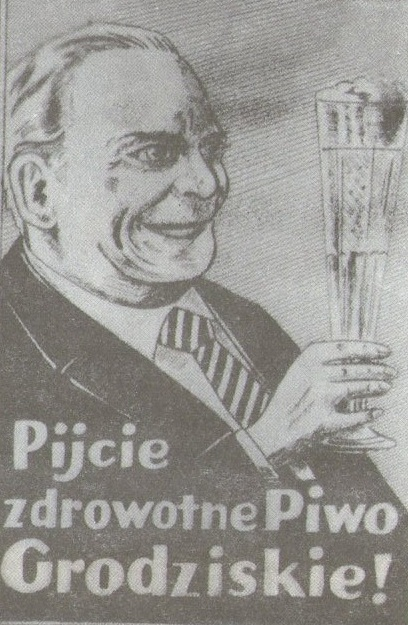
Plakat reklamowy – okres międzywojenny

Od 1922 roku wytwarzaniem piwa grodziskiego zajmowały się tylko Zjednoczone Browary Grodziskie. Również w Polskiej Rzeczypospolitej Ludowej zachowano monopol na jego produkcję i wytwarzano je tylko w zakładach w Grodzisku Wielkopolskim. Produkcja była prowadzona do 1993 roku. Została zakończona, gdy miejscowy browar został zlikwidowany przez Lech Browary Wielkopolski. Jako przyczynę rezygnacji z produkcji Grodzisza podawano jej nieopłacalność.

## Reaktywacjabrowaru w Grodzisku
W 2012 roku warzelnię piwa w Grodzisku przy ul. Poznańskiej kupił Browar Fortuna. W maju 2015 roku piwo warzone w Grodzisku Wielkopolskim pojawiło się na rynku pod nazwą „Piwo z Grodziska”.

## Pozostałe inicjatywy
W 2003 roku z inspiracji wielkopolskiego przedsiębiorcy Zbigniewa Drzymały, zostało wytworzone na niewielką skalę okolicznościowe Piwo Groclin Grodziskie. Nie był to jednak oryginalny Grodzisz, lecz piwo typowo belgijskie górnej fermentacji, wyprodukowane w Browarze Palm w Steenhuffel i następnie rozlane do butelek w Browarze Belgia w Kielcach. W 2010 roku w browarze restauracyjnym Grodzka 15 w Lublinie na zlecenie pasjonatów piwowarstwa domowego Ziemowita Fałata i Grzegorza Zwierzyny uwarzone zostało okolicznościowe piwo à la Grodziskie. Piwo to swoją premierę miało na Festiwalu Birofilia 2010 w Żywcu, a od 2011 roku jest ono produkowane komercyjnie w Browarze na Jurze przez browar kontraktowy Pinta. Piwo à la Grodziskie z Lublina i z Zawiercia powstało na bazie receptury zestawu do samodzielnego warzenia piwa przygotowanego przez firmę Browamator. W odróżnieniu od prawdziwego Grodzisza do jego produkcji wykorzystano nie słód wędzony pszeniczny, a słód pszeniczny jasny i słód wędzony jęczmienny.
W 2010 roku podobne produkty zostały wyprodukowane okolicznościowo w Czechach przez Pivovar Kocour z Varnsdorfu (Grodziczki) i Pivovarský Dům w Pradze (Grodziskie). Piwo uwarzone w stolicy Czech został poddane fermentacji na oryginalnych drożdżach do piwa grodziskiego namnożonych w Instytucie Technologii Fermentacji Politechniki Łódzkiej.
Od 2009 roku eksperymenty z produkcją piwa grodziskiego podejmowane są przez małe browary w krajach Skandynawii, a poza Europą w Stanach Zjednoczonych Ameryki i Kanadzie. Kilka amerykańskich browarów restauracyjnych i rzemieślniczych podjęło się wytwarzania niewielkich partii tego stylu piwa m.in. Iron Hill Brewery & Restaurant w Newark (Grodziski) Blind Bat Brewery w Centerport (Vlad the Inhaler) i House Ales w Toronto (X Kliber Gratzer Ale).
W styczniu 2014 roku premierę miało piwo Smoked Cracow uwarzone przez modlnicką Pracownię Piwa.
W 2019 roku browar Lieviteria w Castellano Grande niedaleko Bari we Włoszech uwarzył własną odmianę piwa grodziskiego o nazwie Wolowitz.

## Opis
Piwo pszeniczne, dymione, jasne, lekkie, górnej fermentacji, refermentowane, o wysokim nasyceniu dwutlenkiem węgla, klarowne z osadem drożdżowym na dnie butelki. Piwo cechowało się lekką goryczką chmielową i charakterystycznym aromatem wędzonego słodu. Zawierało od 2,5% do 5% alkoholu.
Piwo grodziskie wytwarzane było w bardzo pracochłonnym procesie technologicznym. Do jego warzenia używano prawie wyłącznie słodu pszenicznego podwędzonego w dymie dębowym (rzadziej bukowym). Jako przyprawę stosowano chmiel z lokalnych plantacji wielkopolskich.
Poddawane ono było krótkiej fermentacji w beczkach w temperaturze od 15 do 20 stopni Celsjusza, po czym klarowano je karukiem. Następnie rozlewano je do butelek ze specjalnym szczepem drożdży charakterystycznym tylko dla tego stylu i przez miesiąc przechowywano w leżakowni, gdzie na półkach refermentowało i dojrzewało. Wskutek tego procesu w butelkach z piwem powstawał efekt naturalnego, intensywnego musowania napoju w chwili otwarcia butelki.
W XX wieku recepturę poddano nieznacznym zmianom. Pierwotnie używano wyłącznie słodu pszenicznego, z czasem zwłaszcza w ostatnich dziesięcioleciach jego produkcji w zasypie zaczęto również stosować jęczmienny słód pilzneński. Do piwa grodziskiego o ekstrakcie 14% e.w. w ostatnich latach produkcji dodawano również składnik niesłodowany – cukier.

## Odmiany piwa grodziskiego
W 1990 browar w Grodzisku Wielkopolskim produkował trzy odmiany piwa grodziskiego:
- Grodziskie – 7,7% e.w.
- Grodzisz – 12% e.w.
- Bernardyńskie – 14% e.w.

## Grodziski Konkurs Piw Domowych
Od 2006 r. w ramach Międzynarodowej Giełdy Birofiliów w Grodzisku Wielkopolskim organizowany jest Konkurs Piwowarów Domowych Prawie jak Grodzisz. Podczas tej corocznej imprezy piwowarzy z Polski i zagranicy konkurują ze sobą w próbie jak najwierniejszego odtworzenia piwa grodziskiego.
Od czasu wskrzeszenia browaru w Grodzisku Wielkopolskim konkurs organizowany jest przez sam browar w kategoriach:
- klasyczne grodziskie
- wariacja na temat Grodzisza.

Zwycięzca drugiej kategorii warzy piwo wg swojego przepisu na warzelni browaru.

## W literaturze

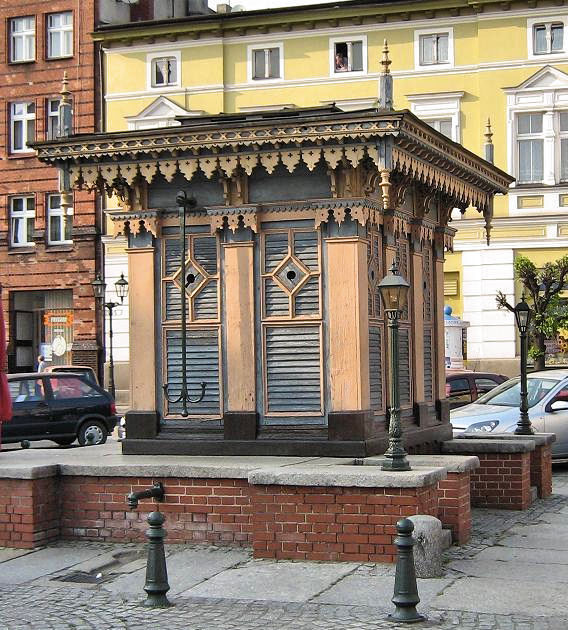
Pompa św. Bernarda

W 1825 r. anonimowy autor ułożył Odę do Piwa Grodziskiego. O piwie pisał też poeta Jan Sztaudynger.